# Marcus Paige
Marcus Taylor Paige (Cedar Rapids, Iowa, 11 de septiembre de 1993) es un entrenador y exjugador estadounidense que pertenece al cuerpo técnico de la Universidad de North Carolina como director de desarrollo de equipos y jugadores.

## Trayectoria deportiva

### Universidad
Tras participar en 2012, en su etapa de instituto, en el prestigioso McDonald's All-American Game, jugó cuatro temporadas con los Tar Heels de la Universidad de Carolina del Norte en Chapel Hill, en las que promedió 13,1 puntos, 2,8 rebotes y 4,3 asistencias por partido. Fue incluido en el tercer mejor quinteto de novatos de la Atlantic Coast Conference, al año siguiente en el mejor equipo absoluto y en 2015 en el tercero. Asimismo, fue incluido por Sporting News en el segundo equipo All-American de 2014.

### NBA
Fue elegido en la quincuagésimo quinta posición del Draft de la NBA de 2016 por Brooklyn Nets, pero fue traspasado a Utah Jazz a cambio de los derechos de la elección 42, Isaiah Whitehead, pero fue despedido el 13 de octubre, tras disputar únicamente un partido de pretemporada.
En agosto de 2017 firmó un contrato de dos vías con Charlotte Hornets, para jugar también en el equipo filial de los Greensboro Swarm de la NBA G-League. Debutó como profesional con los Hornets el 25 de octubre en un partido ante los Denver Nuggets.

### Europa
En 2018, firma por el KK Partizan con el que disputaría la ABA Liga y competiciones europeas durante 3 temporadas.
El 18 de septiembre de 2021, llega a Francia para jugar en las filas del Orléans Loiret Basket de la Pro A, la primera categoría del baloncesto francés.
El 17 de julio de 2022 se comprometió con el Obradoiro CAB de la Liga ACB.Y a final de temporada se anuncia que se retira debido a una lesión de hombro.

## Como entrenador
El 26 de abril de 2023, Paige acordó unirse al cuerpo técnico de UNC del entrenador Hubert Davis como director de desarrollo de equipos y jugadores.

## Estadísticas de su carrera en la NBA

### Temporada regular
| Año     | Equipo    | PJ | PT | MPP | %TC  | %3P  | %TL   | RPP | APP | ROB | TPP | PPP |
| ------- | --------- | -- | -- | --- | ---- | ---- | ----- | --- | --- | --- | --- | --- |
| 2017-18 | Charlotte | 5  | 0  | 5.6 | .286 | .250 | 1.000 | .8  | .6  | .0  | .0  | 2.4 |
| Total   | Total     | 5  | 0  | 5.6 | .286 | .250 | 1.000 | .8  | .6  | .0  | .0  | 2.4 |